# Torrespaña

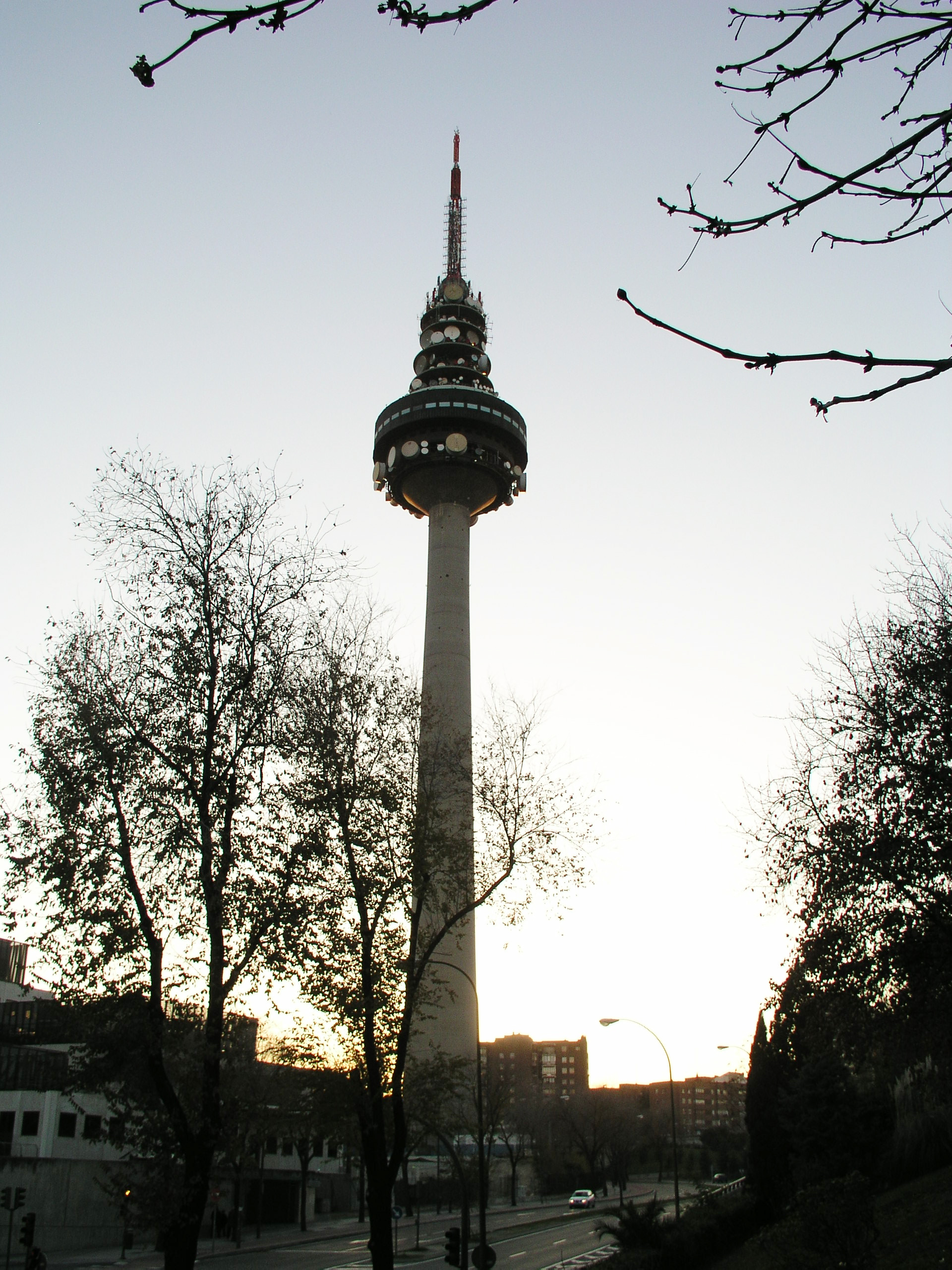
Torrespaña (El Pirulí)

Torrespaña – wieża telekomunikacyjna, znajdująca się w Madrycie, u zbiegu ulicy O'Donnell i autostrady M-30, potocznie zwana przez mieszkańców jako lizak (hiszp. Pirulí). Znajdująca się w nowoczesnej części miasta, blisko ruchliwych ulic i węzłów komunikacyjnych. Torrespaña jest jednym z symboli współczesnego Madrytu, jednym z najbardziej rozpoznawalnych obiektów miasta. Wieżę zaprojektował Emilio Fernandez Martín de Velasco, który do dzisiejszego dnia jest przedstawicielem bardzo awangardowej architektury. Torrespaña liczy ponad 220 metrów wysokości (232 m łącznie z anteną) o łącznej wewnętrznej powierzchni 1.945 m² i była zarazem pierwszą tego typu konstrukcją. Obecnie z iglicy nadaje osiem hiszpańskich stacji telewizyjnych m.in.:TVE (La 1), La 2, Canal 24 Horas, Clan TVE i RTVE oraz czternaście stacji radiowych w technologii DAB. Wieża jest także siedzibą Retevisión, największego niezależnego operatora telekomunikacyjnego oraz dostawcy internetu.
Prace nad budową rozpoczęła międzynarodowa korporacja budowlana Dragados-Agroman 17 lutego 1981 roku, a dwanaście miesięcy później wieża gotowa do wyposażenia. Oficjalne otwarcie nastąpiło 7 czerwca 1982 r., kiedy to odbyły się w Hiszpanii Mistrzostwa Świata w Piłce Nożnej 1982. Początkowo z wieży nadawały tylko dwie stacje telewizyjne, zaś dziś jej znaczenie wzrosło na tyle i w tak szybkim tempie, że jest teraz jednym z głównych węzłów telekomunikacji audio-wizualnej, dostarcza ona sygnały radiowe, telewizyjne oraz serwisów telekomunikacyjnych do około 12 milionów domów oraz stanowi także jedno z głównych centrów monitoringu ochrony miasta.